# Llista d'universitats de Letònia
La següent és una llista de les universitats i d'altres institucions d'educació superior a Letònia.

## Universitats
- Universitat de Letònia
- Universitat Tècnica de Riga (RTU)
- Universitat Stradiņš de Riga (antiga Acadèmia de Medicina de Letònia)
- Universitat de Daugavpils
- Universitat de Liepāja (antiga Escola Pedagògica de Liepāja)
- Universitat d'Agricultura de Letònia

## Altres institucions
- Acadèmia Internacional del Bàltic
- Acadèmia d'Art de Letònia
- Acadèmia de Cultura de Letònia
- Acadèmia Letona de Música Jāzeps Vītols
- Acadèmia d'Educació esportiva de Letònia
- Acadèmia de Formació del Professorat i Gestió Educativa de Riga
- Acadèmia Marítima de Letònia
- Acadèmia de Defensa Nacional de Letònia
- Acadèmia de Policia de Letònia
- Escola Universitària de Ventspils
- Escola Universitària de Vidzeme (Ciències Aplicades Vidzeme)
- Escola de Dret de Riga (RGSL)
- Escola d'Economia d'Estocolm a Riga
- Institut Bancari d'educació superior - Escola de Negocis i Finances
- Institut de Psicologia de Letònia
- Institut Rezekne
- Institut de Transport i Telecomunicacions de Letònia
- Universitat Newport CED de Letònia
- Universitat de Turība (Escola Superior de Negocis Turība)